# Magdeburger SC
Der Magdeburger SC 1900 war ein deutscher Fußballverein aus Magdeburg, der von 1900 bis 1945 existierte. Heimstätte des Clubs war die Radrennbahn Sachsenring.

## Verein
Der Magdeburger SC wurde im Jahr 1900 unter der Bezeichnung Magdeburger SC von 1900 gegründet. Der Club agierte durchweg in der Meisterschaft des Verbandes Mitteldeutscher Ballspiel-Vereine. Größter Erfolg des MSC war die in der Spielzeit 1919/20 gewonnene Meisterschaft im Gau Mittelelbe, in welcher die jahrelange Dominanz des FuCC Cricket-Viktoria 1897 Magdeburg sowie des Magdeburger FC Viktoria 1896 gebrochen wurde.
In der anschließenden Mitteldeutschen Endrunde hatte der Magdeburger SC keine realistische Chance zum Gewinn der mitteldeutschen Meisterschaft und belegte vor Dresden 06 lediglich den vorletzten Rang. 1924/25 erreichte der MSC innerhalb des Elbegau noch einmal den vierten Rang, in der Folgezeit spielte der Club im mitteldeutschen Fußball aber keine höherklassige Rolle mehr. Etwaige Qualifikationen zur 1933 gegründeten Gauliga Mitte wurden mit dem achten Rang (1932/33) deutlich verpasst.
Der Feldhandball-Abteilung des Vereins gelang zur Spielzeit 1939/40 der Aufstieg in die erstklassige Handball-Gauliga Mitte.
1945 wurde der Club aufgelöst, eine Neugründung wurde nicht vollzogen.

## Statistik
- Teilnahme Endrunde VMBV: 1919/20

| Mitteldeutsche Meisterschaft 1919/20 | Sp. | Tore  | Punkte |
| 1. VfB Leipzig                       | 5   | 10:2  | 8:2    |
| 2. FC Wacker Halle                   | 5   | 5:4   | 6:4    |
| 3. SC Erfurt                         | 5   | 8:7   | 5:5    |
| 4. Konkordia Plauen                  | 5   | 11:12 | 4:6    |
| 5. Magdeburger SC                    | 5   | 5:10  | 4:6    |
| 6. 1906 Dresden                      | 5   | 8:12  | 3:7    |